# Großsteingrab Buxtehude
Das Großsteingrab Buxtehude ist eine Grabanlage der jungsteinzeitlichen Trichterbecherkultur in Buxtehude im Landkreis Stade, Niedersachsen. Es trägt die Sprockhoff-Nummer 668.

## Lage
Die Anlage befindet sich am Stadtrand von Buxtehude im Stadtteil Altkloster an der Stelle, wo die Straße Am Klöterbusch in die Einfahrt zum Gelände einer Reithalle mündet. Etwa 435 m hiervon entfernt liegt südöstlich in einem kleinen Waldstück ein Grabhügel.

## Beschreibung
Das Grab befindet sich in einem schlechten Erhaltungszustand. Eine Hügelschüttung ist nicht auszumachen. Die Grabkammer ist wahrscheinlich nordost-südwestlich orientiert. Von ihr sind noch drei Wandsteine und ein Deckstein erhalten, jedoch befindet sich nur einer der Wandsteine noch an seiner ursprünglichen Position.